# Phương pháp chuyển tự Wylie

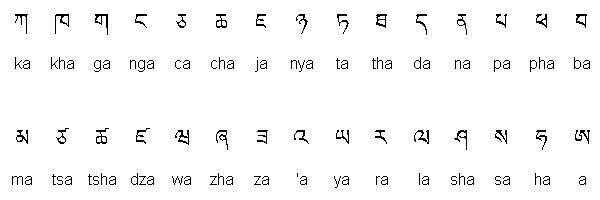
Chuyển tự Wylie chữ Tây Tạng

Phương pháp chuyển tự Wylie là một phương pháp chuyển tự được dùng để biến các văn kiện đã được viết dưới dạng hoa văn của tiếng Tây Tạng sang dạng dùng các ký tự Latinh. Turrell Wylie là người đã hoàn thiện phương pháp này vào năm 1959, và từ đó phương pháp chuyển tự Wylie đã trở thành một chuẩn của các người nghiên cứu về văn học và ngôn ngữ Tây Tạng.

## Bảng chuyển tự

### Phụ âm
| ཀ k  | ཁ kh  | ག g  | ང ng |
| ཅ c  | ཆ ch  | ཇ j  | ཉ ny |
| ཏ t  | ཐ th  | ད d  | ན n  |
| པ p  | ཕ ph  | བ b  | མ m  |
| ཙ ts | ཚ tsh | ཛ dz |      |
| ཝ w  | ཞ zh  | ཟ z  | འ '  |
| ཡ y  | ར r   | ལ l  |      |
| ཤ sh | ས s   | ཧ h  |      |

Ký tự cuối trong bảng, ཨ, là một "hư ký tự" (a null alphabet) nên không cần phải chuyển tự.
Trong cách viết dùng hoa văn của tiếng Tây Tạng, các phụ âm thường được viết phía trước (tiền tố) hay phía sau (hậu tố) của từ gốc, nhiều khi ngay bên trên hay ngay bên dưới của từ gốc. Phương pháp Wylie chỉ cần viết phụ âm phía trước, không cần 4 cách riêng biệt cho từng trường hợp trên, vì quy luật của tiếng Tây Tạng không tạo ra được sự lẫn lộn. Trường hợp đặc biệt độc nhất là tổ hợp phụ âm gy- vì nó có thể viết như tiền tố g- hay viết như y ngay bên dưới của từ gốc. Trong trường hợp g- đứng ngay phía trước của một từ gốc bắt đầu với y, Wylie đền nghị dùng một dấu chấm (.) giữa tiền tố g và ký tự y phía sau. Ví dụ, གྱང được chuyển tự thành gyang (hay "bức tường"), trong khi གཡང་ "chasm" được chuyển tự thành g.yang.

### Nguyên âm
Bốn dấu dùng để báo hiệu nguyên âm được chuyển tự như sau (trong bảng chúng được viết cạnh "hư ký tụ" ཨ):
| ཨི i | ཨུ u | ཨེ e | ཨོ o |

Khi một âm tiết (syllable) không có dấu báo hiệu nguyên âm thì ký tự a sẽ được dùng (Ví dụ, ཨ་ = a).

### Viết hoa
Nhiều phương pháp chuyển tự cho tiếng Tây Tạng trước đây đã dùng cách viết hoa cho từ gốc, nằm tại giữa một từ, thay vì viết hoa ký tự đầu tiên của tiền tố của từ này. Lý do chính là các từ điển tiếng Tây Tạng thường được tổ chức theo từ gốc và các tiền tố của các từ Tây Tạng thường không được phát âm. Tuy vậy, cách này thường không được dùng một cách đồng nhất, thường là theo lối dùng của các ngôn ngữ dùng ký tự Latinh.
Wylie đã đề nghị nếu một từ Tây Tạng cần phải viết hoa thì ký tự đầu tiên sẽ được viết hoa, theo đúng cách dùng của các ngôn ngữ Tây phương. Ví dụ, một tông phái của Phật giáo Tây Tạng (Kagyu) được chuyển tự và viết hoa thành Bka' rgyud, thay vì bKa' rgyud.